# Лорікет золотоволий
Лорікет золотоволий (Trichoglossus capistratus) — вид папугоподібних птахів родини Psittaculidae. Поширений у Південно-Східній Азії.

## Поширення
Вид поширений на островах Сумба, Роті, Ветар, Кісар (Індонезія) і Тимор (Індонезія та Східний Тимор). Мешкає в лісах, савані, а також трапляється в культурних ландшафтах.

## Опис
Лорікет золотоволий має довжину 27 см і вагу від 120 до 140 г. Він має коралово-червоний дзьоб, а лоб, щоки та горло темно-сині зі світлими лініями тіла. Світлі лінії обличчя продовжуються на зеленій потилиці. Шийна смуга зеленувато-жовта. Око обрамлено світло-сірим кільцем оголонеї шкіри, а райдужка червонувато-коричнева. Грудка жовтувато-помаранчева з ледь помітною смугою, а живіт, спина і верхня частина хвоста темно-зелені. Кігті сірі. Коли крила розкриті, добре видно жовті покриви передпліччя.